# Miguel de Unamuno y Jugo
Miguel de Unamuno y Jugo (Bilbao, 29 de setembre de 1864 - Salamanca, 31 de desembre de 1936), escriptor i filòsof basc. La seva obra conrea una gran varietat de gèneres literaris. També va ser professor catedràtic de grec i, posteriorment, rector a la Universitat de Salamanca.

## Biografia

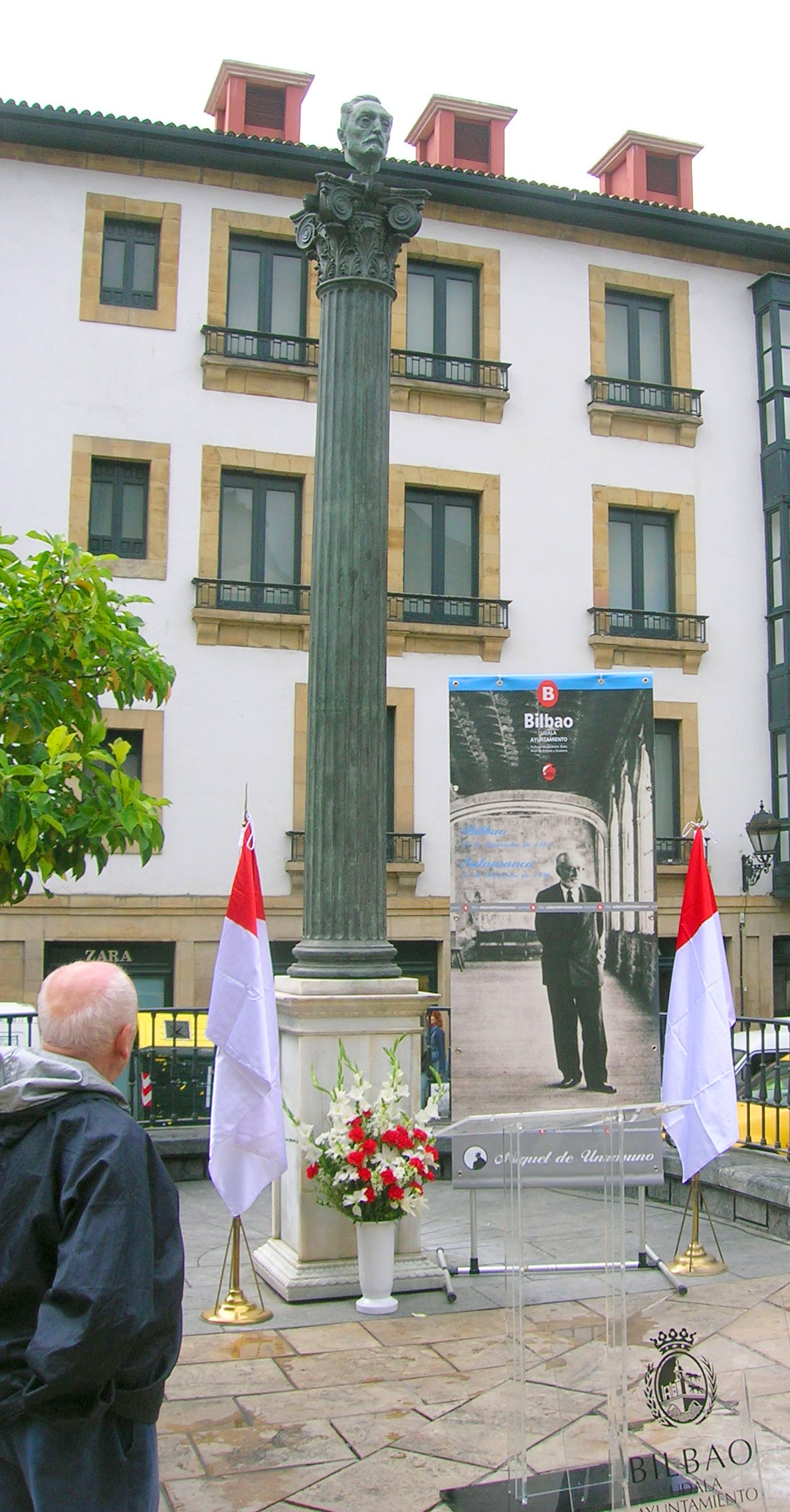
Banderes de Bilbao i flors vermelles i blanques en l'homenatge a Miguel de Unamuno, a la Plaça Unamuno, prop de la casa natal de l'escriptor, al Nucli Antic de Bilbao

Nat al carrer Ronda del Nucli Antic de Bilbao, Miguel era el tercer fill i primer home del matrimoni entre el comerciant Félix de Unamuno i la seva neboda Salomé Jugo. Als deu anys, en acabar els seus estudis al col·legi de Sant Nicolau i entrar a l'institut, és testimoni del setge de Bilbao durant la Tercera Guerra Carlina (cosa reflectida en la seva primera novel·la, "Paz en la guerra").
Estudià Filosofia i Lletres a la Universitat de Madrid, i l'acabà amb la qualificació d'excel·lent el 1883, amb dinou anys. L'any següent es doctorà amb una tesi sobre l'èuscar: "Crítica del problema sobre l'origen i prehistòria de la raça basca", en la qual anticipa la seva idea sobre l'origen dels bascos, contrària a les afirmacions del nacionalisme basc, que propugnava una raça basca no contaminada per altres races.
El 1885 començà a treballar en un col·legi com a professor de llatí i psicologia i va publicar un article titulat "De l'element alienígena en l'idioma basc" i un altre de costumista, "Guernica", augmentant la seva col·laboració el 1886 amb el "Noticiero de Bilbao".
El 1888 es presentà a la càtedra de psicologia, lògica i ètica de l'Institut de Bilbao convocada per la Diputació de Biscaia, juntament amb Sabino Arana i el filòleg Resurrección María de Azkue, i la plaça recaigué en aquest últim.
Va polemitzar amb Arana, que tot just iniciava la seva activitat nacionalista, que considerava a Unamuno com a basc però espanyolista, a causa del fet que Unamuno, tot i que havia escrit algunes obres en èuscar, considerava aquesta llengua com a pròxima a desaparèixer i el bilingüisme com a impossible.
El 1889 preparà unes altres oposicions i viatjà a Suïssa, Itàlia i França, on se celebrava l'Exposició Universal i s'inaugurava la torre Eiffel.
El 31 de gener de 1891 es casà amb Concha Lizárraga, noia de la qual estava enamorat des de la seva infància.

### Catedràtic de Grec
Passà els mesos hivernals dedicat a la preparació de les oposicions per a una càtedra de grec a la Universitat de Salamanca que va obtenir. Fou aleshores quan va establir amistat amb Ángel Ganivet fins al suïcidi d'aquest el 1898. El 1901 va ser nomenat rector de la Universitat de Salamanca.
El 1894 ingressa a l'Agrupació Socialista de Bilbao i col·labora en el setmanari Lucha de clases d'aquesta ciutat, fins que abandona el partit socialista el 1897 i entra en un període de gran depressió personal. L'any 1905 va fer una conferència en contra de la Llei de Jurisdiccions, al Teatre de la Zarzuela.
El 1914 el ministre d'Instrucció Pública el destitueix del rectorat per raons polítiques, i Unamuno es converteix en màrtir de l'oposició liberal. Col·laborà en el diari La Lucha, nascut el 1916. El 1920 és elegit pels seus companys degà de la Facultat de Filosofia i Lletres. És condemnat a setze anys de presó per injúries a Alfons XIII, però la sentència no arriba a acomplir-se. El 1921 és nomenat vicerector.

### L'exili durant la Dictadura de Primo de Rivera
Els seus constants atacs al rei i al dictador Primo de Rivera fan que aquest el torni a destituir i el desterri a Fuerteventura el febrer de 1924. El juny del mateix any és indultat, però ell s'exilià voluntàriament a París i després s'establí a Hendaia, a Iparralde, fins al 1930, any en què retorna a Salamanca després de la caiguda del règim de Primo de Rivera.

### Unamuno durant la República

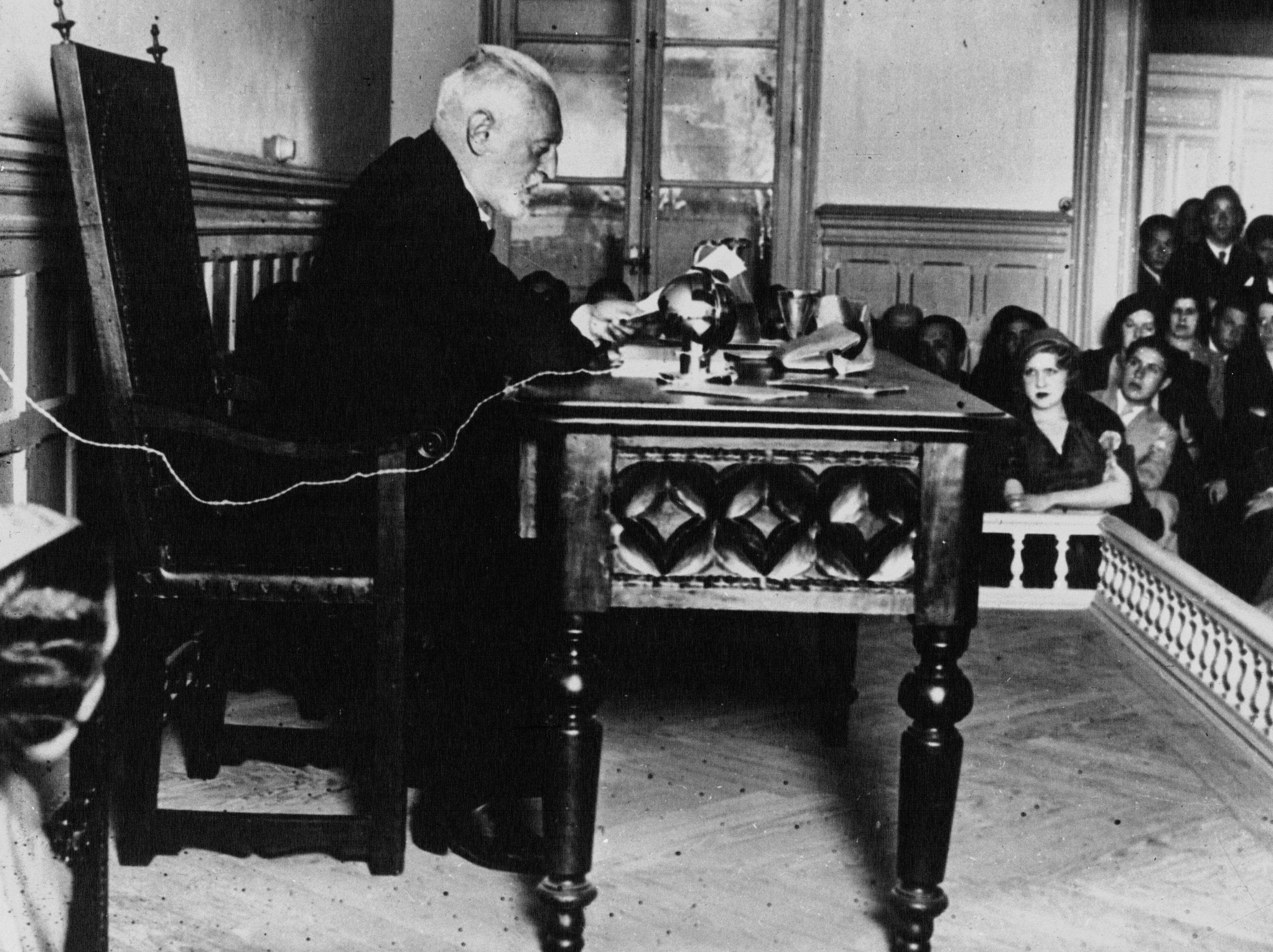
Miguel de Unamuno durant una conferència sobre Catalunya el 1932

Miguel de Unamuno es va presentar com a candidat a regidor per la coalició republicano-socialista durant les eleccions del 2 d'abril de 1931, i va ser elegit. El 14 d'abril Unamuno proclamà la República a Salamanca. La República el tornà a col·locar a la seva plaça de rector a Salamanca. Es presenta a les eleccions a les Corts i és elegit diputat com a independent per la candidatura republicanosocialista a Salamanca. Tot i així, l'escriptor es desencantà i no es va presentar a la reelecció el 1933. El 1934 es jubila i és nomenat rector vitalici, i la Universitat de Salamanca crea una càtedra amb el seu nom.
El 1935 és nomenat ciutadà d'honor de la República. Com a conseqüència del seu desencant, expressa públicament les seves crítiques a la reforma agrària, la política religiosa, la classe política, el govern i Azaña.

### La Guerra Civil
En iniciar-se la Guerra Civil, inicialment va donar suport als rebels. Unamuno va voler veure en els militars un conjunt de regeneracionistes autoritaris disposats a tornar a encarrilar el país. Quan el 19 de juliol l'ajuntament és substituït per persones adeptes, Unamuno accepta l'acta de regidor que li ofereix el nou alcalde, el comandant Del Valle. L'estiu de 1936 fa una crida als intel·lectuals europeus perquè donin suport als sublevats, declarant que representaven la defensa de la civilització occidental i la tradició cristiana. Azaña el destitueix, però el govern de Burgos el torna a posar en el càrrec. No obstant això, l'entusiasme inicial per la sublevació es torna desengany, en vista de la repressió a Salamanca. Arriben a les seves mans moltes cartes de familiars d'amics i coneguts que li demanen que intercedeixi a favor dels familiars empresonats. Unamuno visità Franco en el palau episcopal per suplicar inútilment clemència per als seus amics presos.

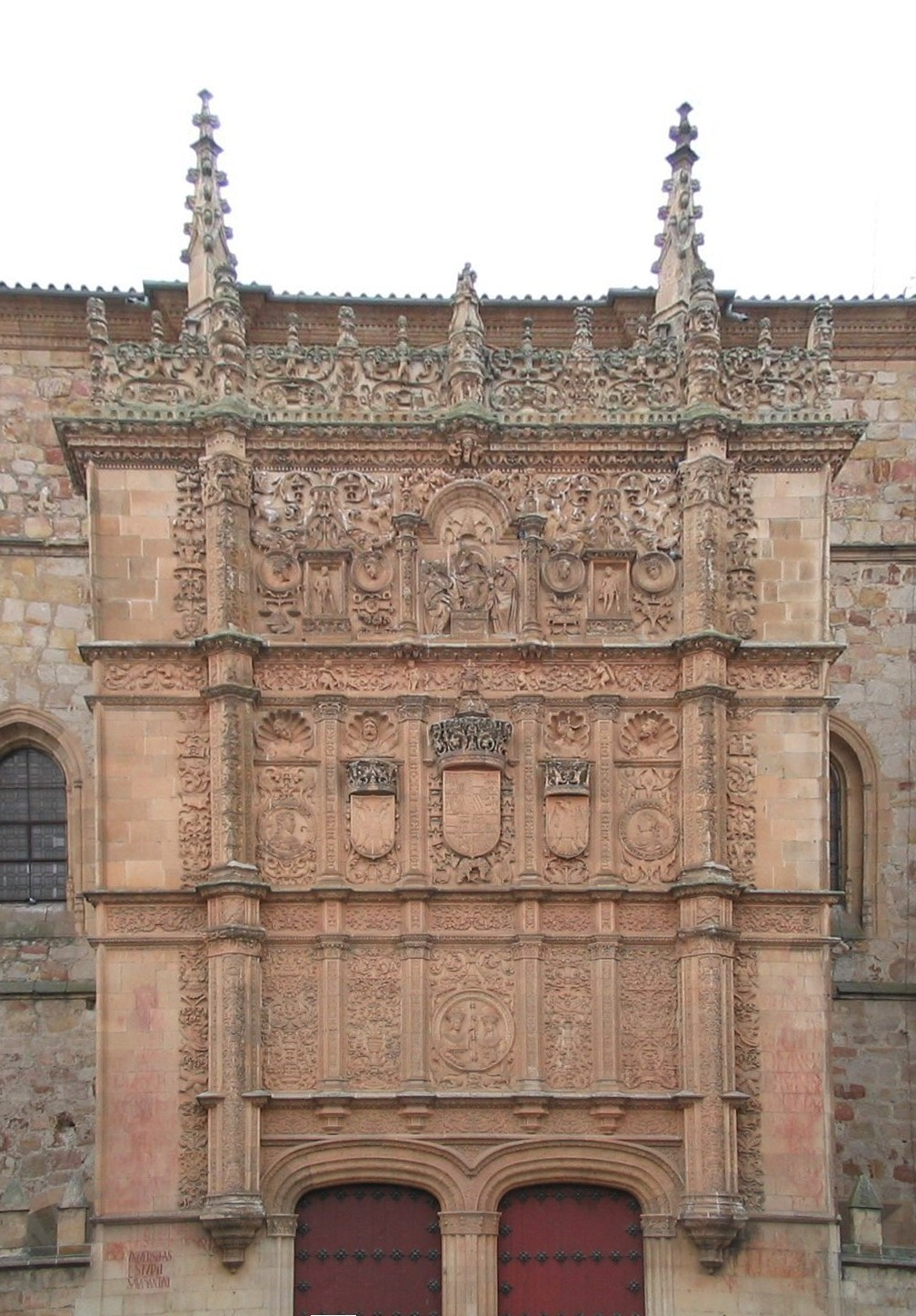
Universitat de Salamanca

### L'incident amb Millan-Astray
Unamuno es va penedir públicament del seu suport a la sublevació. Durant l'acte d'obertura del curs acadèmic (que coincidia amb la celebració de la "Fiesta de la Raza") el 12 d'octubre de 1936, al paranimf de la Universitat de Salamanca, diversos oradors van deixar anar tòpics sobre l'«anti-Espanya». Un indignat Unamuno (presidia l'acte com a rector de la Universitat), que havia estat prenent apunts sense intenció de parlar, es va posar dret i va pronunciar un apassionat discurs.
«S'ha parlat aquí de guerra internacional en defensa de la civilització cristiana; jo mateix ho he fet altres vegades. Però no, la nostra és només una guerra incivil. (...) Vèncer no és convèncer, i cal convèncer, sobretot, i no pot convèncer l'odi que no deixa lloc per a la compassió. S'ha parlat també de catalans i bascos, i se'ls ha anomenat anti-Espanya; doncs bé, amb la mateixa raó poden ells dir el mateix. I aquí hi ha el senyor bisbe, català, per ensenyar la doctrina cristiana que no voleu conèixer, i jo, que sóc basc, tota la vida que ensenyo la llengua espanyola, que no sabeu...».
En aquest punt, el general José Millán-Astray (el qual sentia una profunda enemistat per Unamuno, que l'havia acusat inopinadament de corrupció), va començar a cridar: «Puc parlar? Puc parlar?». El seu escorta va presentar armes i algú del públic va cridar: «Visca la mort!» (lema de la Legió). Pel que, segons Ridruejo, va ser un exhibicionisme fredament calculat, Millán va parlar: «Catalunya i el País Basc, el País Basc i Catalunya, són dos càncers en el cos de la nació! El feixisme, remei d'Espanya, ve a exterminar, tallant en la carn viva i sana com un fred bisturí!». S'excità de tal manera que no va poder seguir parlant. Rumiant, es va quadrar mentre se sentien crits de «Viva España!». Es va produir un silenci mortal i unes mirades angoixades es van tornar cap a Unamuno, que va dir: «Acabo de sentir el crit necròfil i insensat de “Visca la mort!”. Això em sona el mateix que “Mori la vida!”. I jo, que he passat tota la vida creant paradoxes que han provocat l'enuig dels que no les han comprès, he de dir-vos, amb autoritat en la matèria, que aquesta ridícula paradoxa em sembla repel·lent. Com que ha estat proclamada en homenatge a l'últim orador, entenc que va dirigida a ell, si bé d'una forma excessiva i tortuosa, com a testimoni que ell mateix és un símbol de la mort. I una altra cosa! El general Millán Astray és un invàlid. No cal dir-ho en un to més baix. És un invàlid de guerra. També ho va ser Cervantes. Però els extrems no serveixen com a norma. Malauradament, avui en dia hi ha massa invàlids. I aviat n'hi haurà més si Déu no ens ajuda. Em fa mal pensar que el general Millán Astray pugui dictar les normes de psicologia de les masses. Un invàlid que no tingui la grandesa espiritual de Cervantes, que era un home, no un superhome, viril i complet malgrat les seves mutilacions, un invàlid, com he dit, que no tingui aquesta superioritat d'esperit és d'esperar que se senti terriblement alleujat veient com augmenta el nombre de mutilats al seu voltant. (...) El general Millán Astray desitja crear una Espanya nova, creació negativa sens dubte, segons la seva pròpia imatge. I per això voldria una Espanya mutilada ...»
Furiós, Millán va cridar: «Mori la intel·ligència!». En un intent de calmar els ànims, el poeta José María Pemán va exclamar: «No! Visca la intel·ligència! Morin els mals intel·lectuals!». Unamuno no es va acovardir i va concloure: «Aquest és el temple de la intel·ligència! I jo soc el seu suprem sacerdot! Vosaltres esteu profanant el seu sagrat recinte. Jo sempre he estat, digui el que digui el proverbi, un profeta en el meu propi país. Vencereu, però no convencereu. Vencereu perquè teniu sobrada força bruta, però no convencereu, perquè convèncer significa persuadir. I per persuadir necessiteu alguna cosa que us falta: raó i dret en la lluita. Em sembla inútil demanar-vos que penseu en Espanya».
L'esposa de Franco, Carmen Polo, agafa del braç Unamuno i l'acompanya a casa seva, envoltats de la seva guàrdia personal.
Aquell mateix dia, la corporació municipal es va reunir de forma secreta i va expulsar Unamuno. El proposant, el conseller Rubio Polo, va reclamar la seva expulsió «...por España, en fin, apuñalada traidoramente por la pseudo-intelectualidad liberal-masónica cuya vida y pensamiento […] sólo en la voluntad de venganza se mantuvo firme, en todo lo demás fue tornadiza, sinuosa y oscilante, no tuvo criterio, sino pasiones; no asentó afirmaciones, sino propuso dudas corrosivas; quiso conciliar lo inconciliable, el Catolicismo y la Reforma; y fue, añado yo, la envenenadora, la celestina de las inteligencias y las voluntades vírgenes de varias generaciones de escolares en Academias, Ateneos y Universidades». El 22 d'octubre, Franco firma el decret de destitució d'Unamuno com a rector.

### Reclusió i mort
Els últims dies de vida (d'octubre a desembre de 1936) els va passar sota arrest domiciliari a casa seva, en un estat, en paraules de Fernando García de Cortázar de resignada desolació, desesperació i soledat.

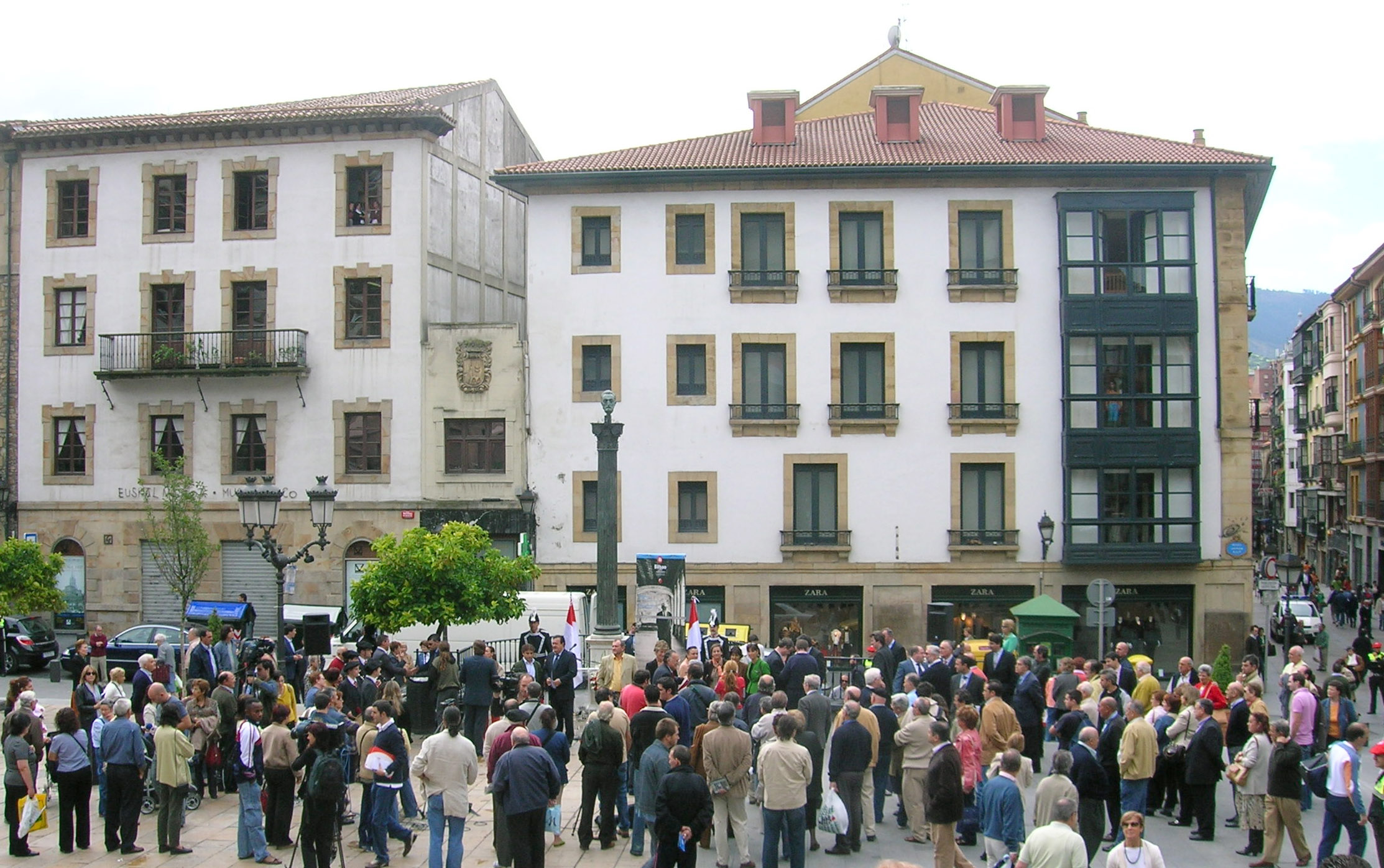
Plaza de Unamuno, al seu barri natal, durant l'homenatge anual que li rendeix l'Ajuntament de Bilbao

Va morir al seu domicili de Salamanca el 31 de desembre de 1936, de forma sobtada, en el transcurs de la tertúlia vespertina que mantenia regularment amb un parell d'amics. Tot i la seva virtual reclusió i contra la seva voluntat, al seu funeral fou exaltat com un heroi falangista. Les seves restes descansen al cementiri de Salamanca.

## Narrativa
L'obra narrativa d'Unamuno, en ordre cronològic, és la següent:
- Paz en la guerra (1895), obra en la qual utilitza el context de la tercera guerra carlista (que va conèixer a la seva infància) per plantejar la relació del jo amb el món, condicionat pel coneixement de la mort;
- Amor y pedagogía (1902), que uneix el còmic i el tràgic en una reducció a l'absurd de la sociologia positivista;
- Recuerdos de niñez y mocedad (1908) és una obra autobiogràfica. En ella l'autor basc reflexiona sobre els primers anys de la seva vida a Bilbao.
- Niebla (1914), obra clau d'Unamuno, que ell caracteritza amb el nom Nivola per a separar-la de la suposada forma fixa de la novel·la.
- El espejo de la muerte (1913), un llibre de contes de valor desigual.
- El 1917 escriu Abel Sánchez, on inverteix el tòpic bíblic de Caín i Abel per a presentar l'anatomia de l'enveja;
- Tulio Montalbán (1920) és una novel·la curta sobre el problema íntim de la derrota de la personalitat veritable per la imatge pública del mateix home.
- També el 1920 es publiquen tres novel·les curtes amb un pròleg de gran importància: Tres novelas ejemplares y un prólogo.
- L'última narració extensa és La tía Tula (1921), on es presenta l'anhel de maternitat ja definit a Amor y pedagogía i a Dos madres.
- Teresa (1924) és un quadre narratiu que conté rimes becquerianes, aconseguint en concepte i en realitat la recreació de l'estimada.
- Cómo se hace una novela (1927) és l'autòpsia de la novel·la unamuniana.
- El 1930, Unamuno escriu les seves darreres novel·les: San Manuel Bueno, mártir i Don Sandalio, jugador de ajedrez.

Cal destacar que Unamuno és el precursor del gènere televisiu concebut com a telenovel·la, ja que ell fou el seu més clar representant.
Un exemple d'aquest gènere podem apreciar-lo a la telenovel·la "La tormenta" o la més recent i famosa "Amar en tiempos revueltos".

## Filosofia

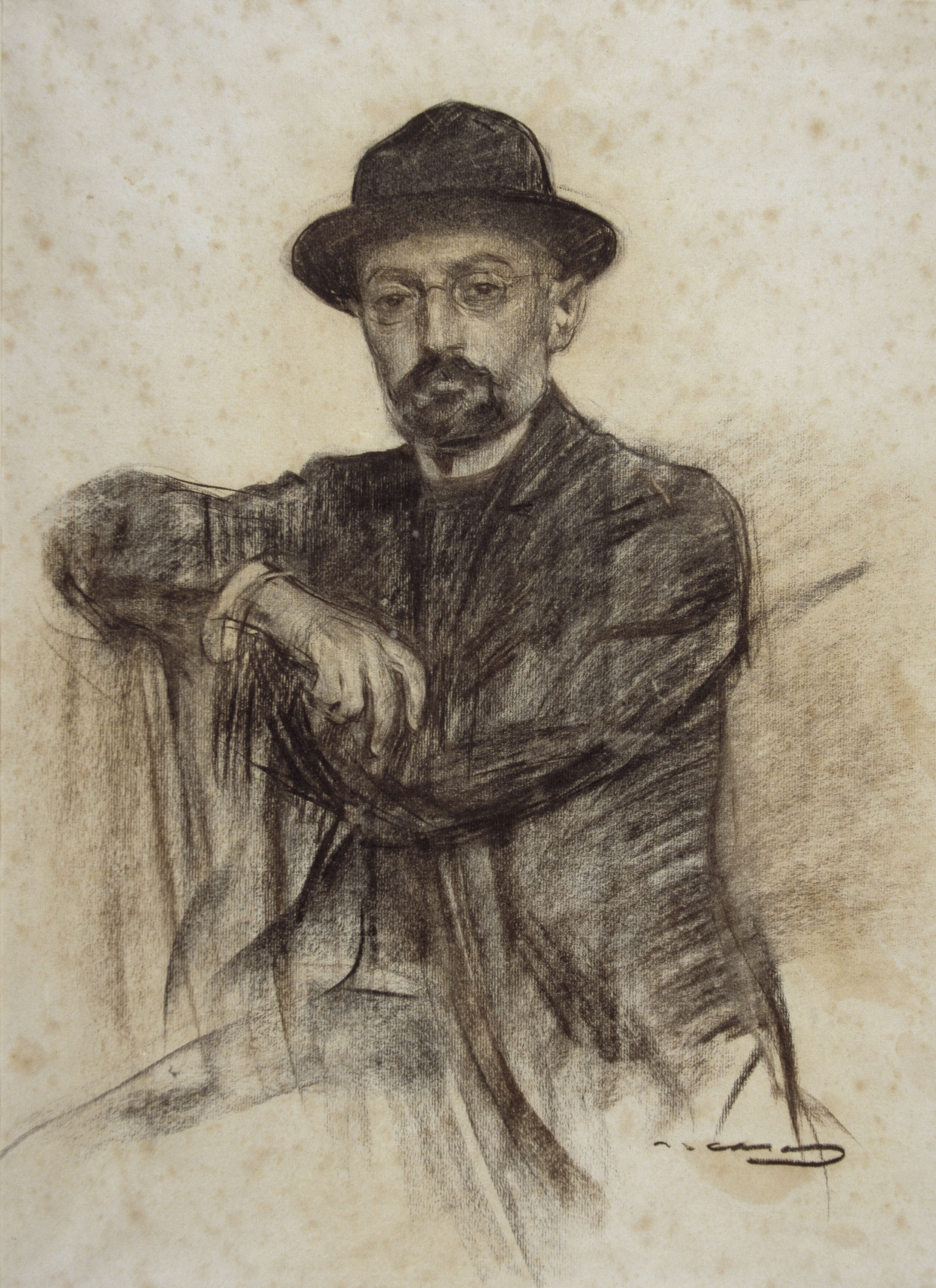
Unamuno vist per Ramon Casas (MNAC).

La filosofia d'Unamuno no fou una filosofia sistemàtica, sinó una negació de qualsevol sistema i una afirmació de fe "en si mateixa". Es va formar intel·lectualment sota el racionalisme i el positivisme. Durant l'època de la seva joventut, va escriure articles en els quals s'apreciava clarament la seva simpatia pel socialisme, i tenia una gran preocupació per la situació d'Espanya.
La influència d'alguns filòsofs com Adolf von Harnack va provocar el rebuig d'Unamuno pel racionalisme. Aquest abandonament queda manifest a la seva obra San Manuel Bueno, màrtir, on la metàfora de la neu que cau sobre el llac il·lustra la seva postura en favor de la fe — la muntanya sobre la qual la neu crea formes, paisatges, davant del llac, on aquesta es dissol i es transforma en res.
Per a ell la mort és quelcom de definitiu; la vida s'acaba. No obstant això, pensava que la creença que la nostra ment sobreviu a la mort és necessària per a poder viure. És considerat com un dels predecessors de l'escola existencialista que —algunes dècades més tard— trobaria la seva esplendor en el pensament europeu.
La preocupació per Espanya es manifestà als assajos recollits en les seves obres:
- En torno al casticismo (1895).
- Vida de Don Quijote y Sancho (1905).
- Por tierras de Portugal y España (1911).

Durant la guerra i a partir d'agost del 1936, Unamuno començà a prendre apunts per a un llibre que no arribaria a escriure i en el qual plasmà el seu testament polític: El resentimiento trágico de la vida. Notas sobre la revolución y la guerra civil españolas.
Les seves obres més purament filosòfiques són 
- Del sentimiento trágico de la vida (1913).
- La agonía del cristianismo (1925).

Com a traductor destaca la seva traducció al castellà de l'obra de Schopenhauer.

## Poesia
Per Unamuno l'art era un mitjà per expressar les inquietuds de l'esperit. Per aquest motiu en la poesia i en la novel·la tracta els mateixos temes que ja havia desenvolupat als assajos: l'angoixa espiritual i el dolor provocat pel silenci de Déu, el temps i la mort.
Sempre el va atraure la mètrica tradicional; malgrat que en les seves primeres composicions procura eliminar la rima, més tard la usarà.
Entre les seves obres poètiques hi destaquen: Poesías (1907), Rosario de sonetos líricos (1911), El Cristo de Velázquez (1920), Andanzas y visiones españolas (1922), Rimas de dentro (1923), Teresa. Rimas de un poeta desconocido (1924), De Fuerteventura a París (1925), Romancero del destierro (1928) i Cancionero (1953).
Ja des del primer llibre, Poesías (1907), va perfilant els temes que dominaran la poètica unamuniana: el conflicte religiós, la pàtria i la vida domèstica.
Dedicà a la ciutat aquestes belles paraules: "Salamanca, Salamanca, renaciente maravilla, académica palanca de mi visión de Castilla".

## Teatre
L'obra dramàtica d'Unamuno presenta la seva línia filosòfica habitual, i obtingué un èxit més aviat escàs. Temes com la indagació de l'espiritualitat individual, la fe com a «mentida vital» i el problema de la doble personalitat són tractats a La esfinge (1898), La verdad (1899) i El otro (1932). Actualitza la tragèdia euripídea a Fedra (1918) i tradueix la Medea (1933) de Sèneca.
El teatre unamunià té les següents característiques:
1. És esquemàtic, està despullat de tot artifici i només hi tenen cabuda els conflictes i passions que afecten els personatges. Aquesta austeritat és un influx de la tragèdia grega clàssica.
2. Si els personatges i els conflictes hi apareixen despullats, l'escenografia també s'hi veu despullada de tot artifici. És una escenografia simplificada al màxim.
3. El que realment li importa és presentar el drama que transcorre a l'interior dels personatges i —també— el seu interior.

Amb la simbolització de les passions i l'austeritat tant de la paraula com escenogràfica, el teatre unamunià entronca amb les experiències dramàtiques europees i obre un camí cap a la renovació teatral espanyola, que serà seguit per Ramón Valle-Inclán, Azorín i, més endavant, per Federico García Lorca.